# Augustyn Woś

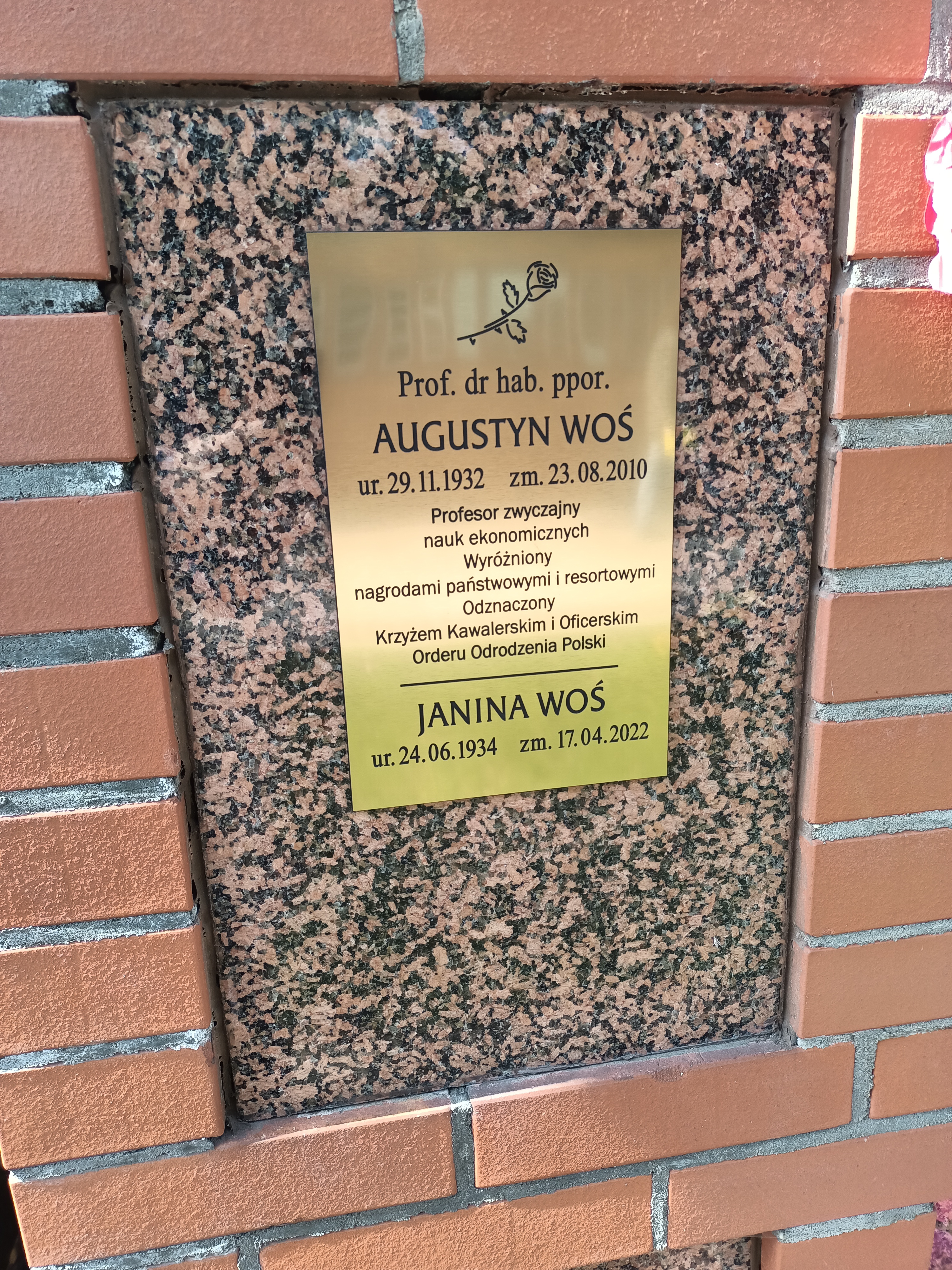
Grób Augustyna Wosia na cmentarzu wojskowym na Powązkach

Augustyn Woś (ur. 29 listopada 1932 w Woli Dalszej, zm. 23 sierpnia 2010 w Warszawie) – polski ekonomista, profesor nauk ekonomicznych, wieloletni dyrektor Instytutu Ekonomiki Rolnictwa i Gospodarki Żywnościowej, wykładowca UMCS i SGPiS.

## Życiorys
Ukończył szkołę podstawową w Woli Dalszej i Liceum Administracyjno-Gospodarcze w Łańcucie. Ukończył studia I stopnia na wydziale Handlu Wewnętrznego Szkoły Głównej Planowania i Statystyki i II stopnia na Wydziale Ogólno-Ekonomicznym, uzyskując w 1956 tytuł magistra ekonomii. Stopień doktora uzyskał w 1961 na tejże uczelni za pracę pt: „Elastyczność spożycia i popytu na żywność wśród ludności wiejskiej” (promotor – Maksymilian Pohorille). W 1964 na tej samej uczelni uzyskał stopień doktora habilitowanego na podstawie dorobku naukowego i pracy pt. „Elastyczność produkcji rolniczej”. W 1971 uzyskał tytuł naukowy profesora nadzwyczajnego, a w 1975 profesora zwyczajnego nauk ekonomicznych.
W latach 1952–1964 pracował na SGPiS, od drugiego roku studiów jako zastępca asystenta, później jako asystent, a od 1961 adiunkt. Po uzyskaniu tytułu docenta, został przeniesiony na nowo utworzony Wydział Ekonomiczny UMCS. Na UMCS pracował w latach 1964–1974. Na Wydziale Ekonomicznym pełnił wiele funkcji, był m.in. prodziekanem (1967–1968), kierownikiem Katedry Ekonomiki Rolnictwa (1965–1966), kierownikiem Katedry Ekonomii Politycznej (1966–1974), dyrektorem Instytutu Ekonomii Politycznej i Planowania (1966–1973). W 1968 przebywał na rocznym stażu naukowym w kilku ośrodkach naukowych w USA jako stypendysta Fundacji Forda. W latach 1972–1974 był profesorem i zastępcą dyrektora do spraw naukowych w Instytucie Rozwoju Wsi i Rolnictwa PAN. W 1974 został dyrektorem Instytutu Ekonomiki Rolnictwa (od 1983 Instytut Ekonomiki Rolnictwa i Gospodarki Żywnościowej) w Warszawie, funkcję tę pełnił do 1990, jednocześnie do 2002 był kierownikiem Zakładu Ogólnej Ekonomiki. W latach 1973–1990 był członkiem Centralnej Komisji Kwalifikacyjnej ds. Kadr Naukowych przy Prezesie Rady Ministrów. Był członkiem Komitetu Ekonomiki Rolnictwa oraz Komitetu Nauk Ekonomicznych PAN. W latach 1974–1980 był członkiem Komitetu Przestrzennego Zagospodarowania Kraju oraz Państwowej Rady Gospodarki Przestrzennej. W latach 1986–1990 uczestniczył w pracach Zespołu Doradców Sejmowych. Był członkiem Konsultacyjnej Rady Gospodarczej (1980–1999), Rady Integracji Europejskiej (1997–1998), Rady Gospodarki Żywnościowej (1981–1988) oraz Rady Strategii Społeczno-Gospodarczej, Zespołu Konsultantów Prezydenta RP do Spraw Obszarów Wiejskich i Rolnictwa, Rady Społeczno-Gospodarczej Rządowego Centrum Studiów Strategicznych. W latach 1974–1990 był redaktorem naczelnym „Zagadnień Ekonomiki Rolnej”. Był członkiem Polskiego Towarzystwa Ekonomicznego, Stowarzyszenia Ekonomistów Rolnictwa i Agrobiznesu, Międzynarodowego Stowarzyszenia Ekonomistów Rolnych, Europejskiego Stowarzyszenia Ekonomistów Rolnych. Wypromował 18 prac doktorskich, pod jego kierunkiem stopień doktora otrzymali m.in. Jan Zalewa, Piotr Karpuś.
Pochowany na Cmentarzu Wojskowym na Powązkach (kwatera D20 kol.-2-1).

## Nagrody i odznaczenia
- Złoty Krzyż Zasługi[2]
- Krzyż Kawalerski Orderu Odrodzenia Polski[2]
- Krzyż Oficerski Orderu Odrodzenia Polski[2]
- Nagroda prezesa PAN (1976, 1986)[2]
- Nagroda Ministra Szkolnictwa Wyższego i Edukacji Narodowej (1965, 1970, 1974, 1984, 1994, 1995, 1998)[2]
- Nagroda Ministra Rolnictwa i Gospodarki Żywnościowej (1977, 1996)[2]
- Nagroda im. Ludwika Waryńskiego (1987) za monografię "Rozwój i postęp w rolnictwie polskim" (Państwowe Wydawnictwo Rolnicze i Leśne, 1987)[6]